# Robert E. Lee (dramaturg)
Robert E. Lee (n. 15 octombrie 1918, Elyria⁠(d), Ohio, SUA – d. 8 iulie 1994, Los Angeles, California, SUA) a fost dramaturg și textier liric american. Împreună cu partenerul său scriitor, Jerome Lawrence, Lee a lucrat la postul de radio al Forțele Armate în timpul celui de-al Doilea Război Mondial; Lawrence și Lee au format cel mai prolific parteneriat scriitoricesc din domeniul radiofonic, fiind autorii unor seriale radiofonice de lungă durată precum Favorite Story.

## Viața și cariera
Lee s-a născut în Elyria, Ohio, ca fiu al profesoarei Elvira (născută Taft) și al inginerului C. Melvin Lee. A urmat cursurile Universității Wesleyene din Ohio.
Lawrence și Lee s-au orientat către teatrul radiofonic în 1955 cu Inherit the Wind, care continuă să fie una dintre cele mai reprezentate piese ale teatrului american. Ei sunt, de asemenea, bine cunoscuți pentru piesele Auntie Mame și First Monday in October. În 1965 Lawrence și Lee au fondat American Playwrights' Theatre, într-o încercare de a ocoli teatrele cu scop comercial de pe Broadway, ceea ce a prefigurat mișcarea teatrală profesionistă regională. Piesa lor de mare succes, The Night Thoreau Spent in Jail, a avut premiera la universitatea absolvită de Lawrence, Ohio State University, care le-a comandat o piesă despre viața și vremurile lui James Thurber, Jabberwock (1972).
În total, cei doi au colaborat la 39 de creații lirico-literare și au scris, împreună cu James Hilton, o adaptare muzicală a romanului Orizont pierdut, intitulată Shangri-La. Ei au adaptat, împreună cu compozitorul Jerry Herman, piesa Auntie Mame în musicalul Mame, care a câștigat un premiu Tony pentru interpretarea actriței Angela Lansbury. Mai puțin reușit a fost musicalul Dear World, o adaptare muzicală a piesei The Madwoman of Chaillot a lui Jean Giraudoux, realizată de Lawrence și Lee în colaborare cu Herman, tot cu Lansbury în rol principal.
Unele piese scrise de Lawrence și Lee sunt inspirate de evenimente din istoria Statelor Unite ale Americii pentru a vorbi despre problemele contemporane. Inherit the Wind (1955) a ficționalizat Procesul maimuțelor ca un mijloc de a pune în discuție libertatea intelectuală și mccarthyismul. The Gang's All Here (1959) a examinat corupția guvernamentală din anii 1920. The Night Thoreau Spent in Jail (1970) este o prezentare, într-o perioadă de contestare publică a Războiului din Vietnam, a opoziției lui Thoreau față de Războiul Mexicano-American.
În 1986 Ohio State University a înființat Institutul de Cercetare Teatrală Jerome Lawrence și Robert E. Lee, o arhivă de cercetări teatrale care a primit numele celor doi dramaturgi.

## Viața personală
A fost căsătorit cu actrița Janet Waldo (vocea mai multor personaje de desene animate, inclusiv a lui Judy Jetson) din 1948 și până la moartea lui, în 1994. Împreună, au avut doi copii: Jonathan Barlow Lee, directorul de producție al Center Theatre Group's Mark Taper Forum din Los Angeles, și Lucy Lee, care predă strategii de comunicare la Școala de Afaceri Marshall din cadrul University of Southern California din Los Angeles.
Robert E. Lee a fost înmormântat în Cimitirul Forest Lawn - Hollywood Hills.

## Lucrări (selecție)
- Look, Ma, I'm Dancin'! – 1948 (libretul musicalului)
- Inherit the Wind – 1955 (piesă de teatru)
- Shangri-La – 1956 (libretul și versurile musicalului)
- Auntie Mame – 1956 (piesă de teatru)
- The Gang's All Here – 1959 (piesă de teatru)
- Only in America – 1959 – (piesă de teatru)
- A Call on Kuprin – 1961 – (piesă de teatru)
- Diamond Orchid – 1965 – (piesă de teatru)
- Mame – 1966 – (libretul musicalului inspirat din piesa Auntie Mame)
- Dear World – 1969 (libretul musicalului)
- The Night Thoreau Spent in Jail – 1970 (piesă de teatru)
- The Incomparable Max – 1971 (piesă de teatru)
- Jabberwock – 1972 (piesă de teatru)
- First Monday in October – 1978 – (piesă de teatru)

## Legături externe
- en Robert E. Lee (dramaturg) la Internet Broadway Database
- Robert E. Lee la Internet Movie Database
- Robert E. Lee (dramaturg) la Allmovie
- Robert E. Lee (dramaturg) la TCM Movie Database
- Robert E. Lee la Find a Grave
- Lawrence and Lee papers, 1917-1974, held by the Billy Rose Theatre Division, New York Public Library for the Performing Arts